# Midhurst
Midhurst ist eine Industriestadt in der englischen Grafschaft West Sussex. Die Einwohnerzahl beträgt 4914 (Stand: Census 2011), die Fläche 333 Hektar. Midhurst gehört zum Chichester District und liegt am Fluss Rother, etwa 20 km nördlich der Stadt Chichester.
In Midhurst gibt es zwei sehr interessante Ruinen, Tudor Cowdray House und Victorian Cowdray House. Weitere interessante Gebäude sind „Midhurst Castle“ und „Midhurst Church“. Die Midhurst Grammar School bildet die schulische Mittelstufe der Stadt und wurde 1672 gegründet, der bekannteste Schüler war H. G. Wells.

## Städtepartnerschaften
Midhurst ist seit 1964 Partnerstadt der deutschen Gemeinde Baiersbronn in Baden-Württemberg und seit 1980 der französischen Gemeinde Nogent-le-Rotrou im Département Eure-et-Loir.

## Persönlichkeiten
- William Henley (1814–1882), Elektroingenieur und Unternehmer
- Israel Zangwill (1864–1926), jüdischer Schriftsteller, Essayist, Journalist und politischer Aktivist
- Charles Reginald Enock (1868–1970), Ingenieur, Lateinamerikaforscher und Autor
- Sydney Fowler Wright (1874–1965), Schriftsteller, hauptsächlich Autor von Science-Fiction-, Kriminal- und historischen Romanen
- Ernest Shepard (1879–1976), Illustrator (Pu der Bär, Der Wind in den Weiden)
- Boris Karloff (1887–1969), bekannt durch seine Rolle als Frankenstein
- John Hargrave (1894–1982), Zeichner, Autor und Politiker
- Audrey I. Richards (1899–1984), Ethnologin und Ernährungssoziologin
- Stanley E. G. Hillman (1911–1995), Geschäftsmann und Manager, Präsident von IC Industries und Conrail
- Sir Alec Guinness (1914–2000), einer der bedeutendsten Charakterdarsteller des 20. Jahrhunderts
- Christian Ferber (1919–1992), deutscher Schriftsteller und Journalist

## Nachweise
1. ↑  UKCensus Data 2011 – Midhurst (Memento des Originals vom 3. März 2016 im Internet Archive)  Info: Der Archivlink wurde automatisch eingesetzt und noch nicht geprüft. Bitte prüfe Original- und Archivlink gemäß Anleitung und entferne dann diesen Hinweis., abgerufen am 29. Dezember 2019

Koordinaten: 50° 59′ N, 0° 44′ W